# 콜레코 텔스타

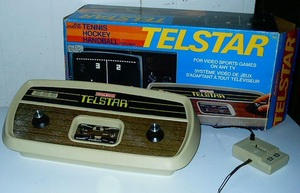
콜레코 텔스타

콜레코 텔스타(Coleco Telstar)는 1976년 콜레코에서 판매한 가정용 게임기로 제네럴 인스트루먼츠의 AY-3-8500 칩을 사용했으며 여러 가지 다양한 버전이 있다.

## 텔스타 시리즈
- 텔스타(Telstar) 모델 6040, 1976년 판매
  - 퐁과 비슷한 아이스하키, 핸드볼, 테니스의 3가지 게임 내장, 게임기 윗면에 2개의 패들 부착, AY-3-8500 칩을 사용한 초창기 게임기
- 텔스타 클래식(Telstar Classic) 모델 6045, 1976년 판매
  - 텔스타와 동일, 고급스런 나무 케이스 사용
- 텔스타 디럭스(Telstar Deluxe) 1977년 판매
  - 애칭은 "Video World Of Sports", 텔스타와 같지만 나무 판넬의 갈색 케이스, 캐나다 판매를 위해 영어와 프랑스어 설명서 첨부
- 텔스타 레인저(Telstar Ranger) 모델 6046, 1977년 판매
  - 하키, 핸드볼, 테니스에 하이알라이(jai alai) 게임과 타겟과 스킷의 2가지 사격게임 추가, 흰색과 검은색의 플라스틱 케이스, 리볼버형 광선총 포함, 패들 콘트롤러 분리, AY-3-8500 칩 사용
- 텔스타 알파(Telstar Alpha) 모델 6030, 1977년 판매
  - 퐁과 비슷한 하키, 핸드볼, 테니스, 하이알라이 내장, 흰색과 검은색의 플라스틱 케이스, 게임기 윗면에 2개의 패들 부착, AY-3-8500 칩 사용
- 텔스타 컬러매틱(Telstar Colormatic) 모델 6130, 1977년 판매
  - 텔스타 알파의 컬러 그래픽 버전, 패들 콘트롤러 분리, AY-3-8500과 컬러표시를 위해 텍사스 인스트루먼츠 SN76499N 칩 사용
- 텔스타 리전트(Telstar Regent) 모델 6036, 1977년 판매
  - 텔스타 컬러매틱의 흑백TV 버전
- 텔스타 스포츠맨(Telstar Sportsman) 1978년 판매
  - 텔스타 리전트에 광선총 포함
- 텔스타 컴뱃(Telstar Combat!) 모델 6065, 1977년 판매
  - 키 게임즈(Kee Games)의 탱크와 비슷한 4가지 탱크 게임 내장, 본체에 플레이어당 2개씩 총 4개의 조이스틱 부착, 제네럴 인스트루먼츠 AY-3-8700 탱크 칩 사용
- 텔스타 컬러트론(Telstar Colortron) 모델 6135, 1978년 판매
  - 퐁과 비슷한 하키, 핸드볼, 테니스, 하이알라이 내장, 컬러 화면, 내장 스피커, AY-3-8510 칩 사용
- 텔스타 막스맨(Telstar Marksman) 모델 6136, 1978년 판매
  - 4가지 퐁 변종게임 2가지 건 게임 내장, 컬러 화면, 대형 광선총, 패들은 본체 고정, AY-3-8512 칩 사용
- 텔스타 제미니(Telstar Gemini) 1978년 판매
  - 4가지 핀볼 게임과 2가지 사격 게임 내장, 컬러 화면, 광선총, 본체 좌우 편에 2개 버튼 부착, 모스 테크놀로지 MPS 7600-004 칩 사용